# Campeonato Europeu de Futebol de 2004/Grupo C
Grupo C do Campeonato Europeu de Futebol de 2004, ou simplesmente Grupo C, foi um dos quatro grupos de competição para a Euro 2004 da UEFA. Seu primeiro confronto deu-se no dia 14 de Junho e o último no dia 22 de Junho de 2004.O grupo foi constituído pelas classificadas Suécia e Dinamarca, além das eliminadas Itália e Bulgária.

## Classificação
| Equipa    | P | J | V | E | D | GM | GS | +/- |
| --------- | - | - | - | - | - | -- | -- | --- |
| Suécia    | 5 | 3 | 1 | 2 | 0 | 8  | 3  | +5  |
| Dinamarca | 5 | 3 | 1 | 2 | 0 | 4  | 2  | +2  |
| Itália    | 5 | 3 | 1 | 2 | 0 | 3  | 2  | +1  |
| Bulgária  | 0 | 3 | 0 | 0 | 3 | 1  | 9  | -8  |

## Jogos
| 14 de Junho 2004 | Dinamarca | 0 – 0     | Itália | Estádio D. Afonso Henriques, Guimarães Público: 25.595 Árbitro: Manuel Mejuto González |
|                  |           | Relatório |        |                                                                                        |

| 14 de Junho 2004 | Suécia                                                             | 5 – 0     | Bulgária | Estádio José Alvalade, Lisboa Público: 31.652 Árbitro: Michael Riley |
|                  | Ljungberg 32' · Larsson 57' 58' · Ibrahimović 78'P · Allbäck 90+1' | Relatório |          |                                                                      |

| 18 de Junho 2004 | Bulgária | 0 – 2     | Dinamarca                     | Estádio Municipal de Braga, Braga Público: 24.131 Árbitro: Lucílio Batista |
|                  |          | Relatório | Tomasson 44' · Grønkjær 90+2' |                                                                            |

| 18 de Junho 2004 | Itália      | 1 – 1     | Suécia          | Estádio do Dragão, Porto Público: 44.926 Árbitro: Urs Meier |
|                  | Cassano 37' | Relatório | Ibrahimović 85' |                                                             |

| 22 de Junho 2004 | Itália                       | 2 – 1     | Bulgária       | Estádio D. Afonso Henriques, Guimarães Público: 16.002 Árbitro: Valentin Ivanov |
|                  | Perrotta 48' · Cassano 90+4' | Relatório | M. Petrov 45'P |                                                                                 |

| 22 de Junho 2004 | Dinamarca    | 2 – 2     | Suécia     | Estádio do Bessa Século XXI, Porto Público: 26.115 Árbitro: Markus Merk |
|                  | Larsson 47'P | Relatório | Jonson 89' |                                                                         |